# Centrodera osburni
Centrodera osburni är en skalbaggsart som beskrevs av Knull 1947. Centrodera osburni ingår i släktet Centrodera och familjen långhorningar. Inga underarter finns listade.